# Haderburg
Die Haderburg (auch: „Schloss Salurn“) ist eine hochmittelalterliche Burgruine oberhalb von Salurn in Südtirol. Sie bewacht seit alters her die Salurner Klause, heute gleichermaßen Grenze zwischen dem geschlossenen deutschen und italienischen Sprachraum sowie zwischen Südtirol und dem Trentino.

## Lage
Der Kern der einstigen Höhenburg steht auf einem steil aufragenden Felsen aus Kalkstein am Nordhang des Geiers, in einer Meereshöhe von 353 m, südwestlich des etwa 125 m tiefer liegenden Ortskerns von Salurn. Die Burganlage kann von einem Parkplatz am Bergfuß aus über einen etwa 900 Meter langen, gut ausgebauten, aber teilweise steilen Wanderweg erreicht werden.

## Beschreibung

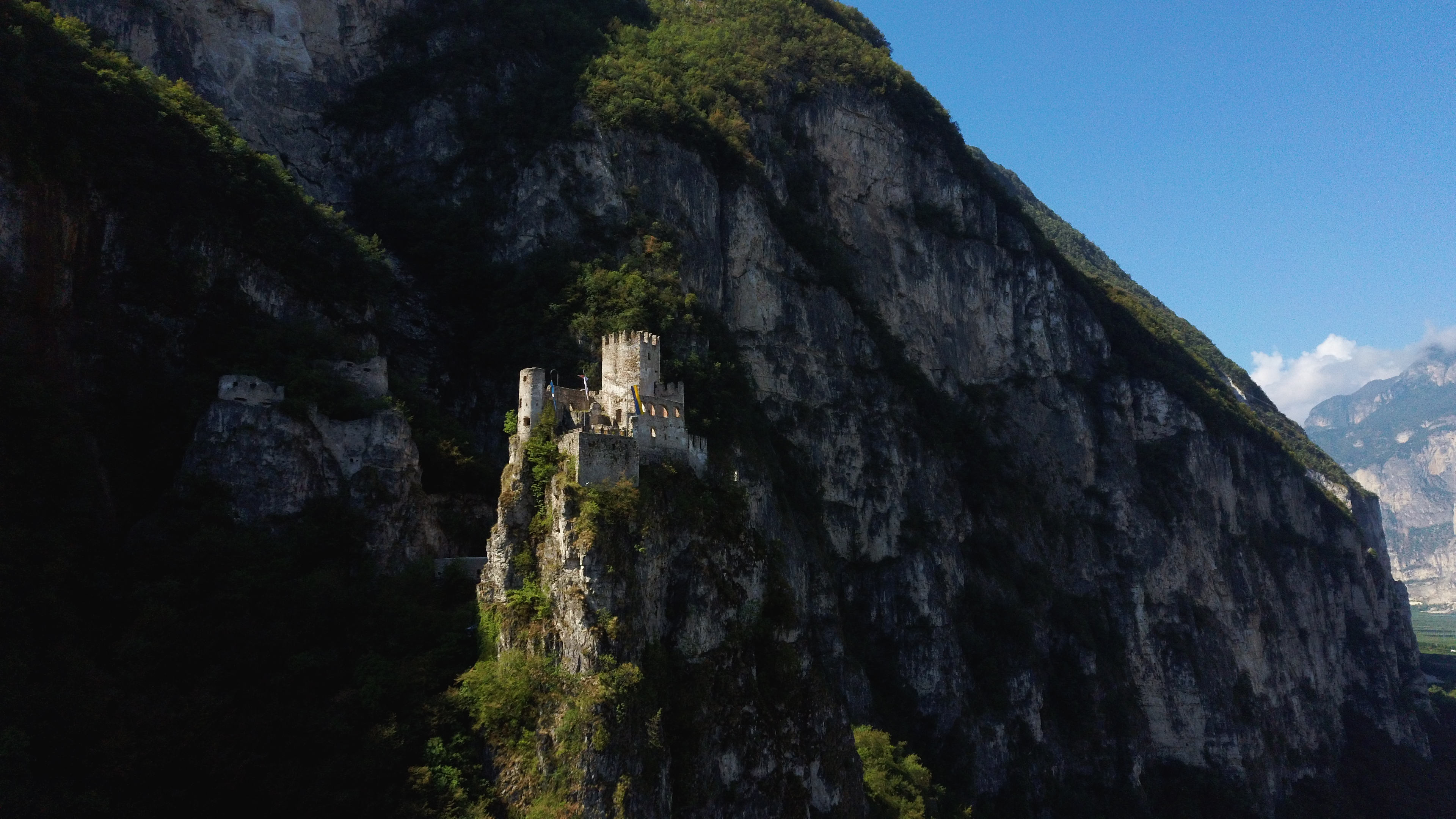
Die Ruine steht auf einem steil aufragenden Felsen

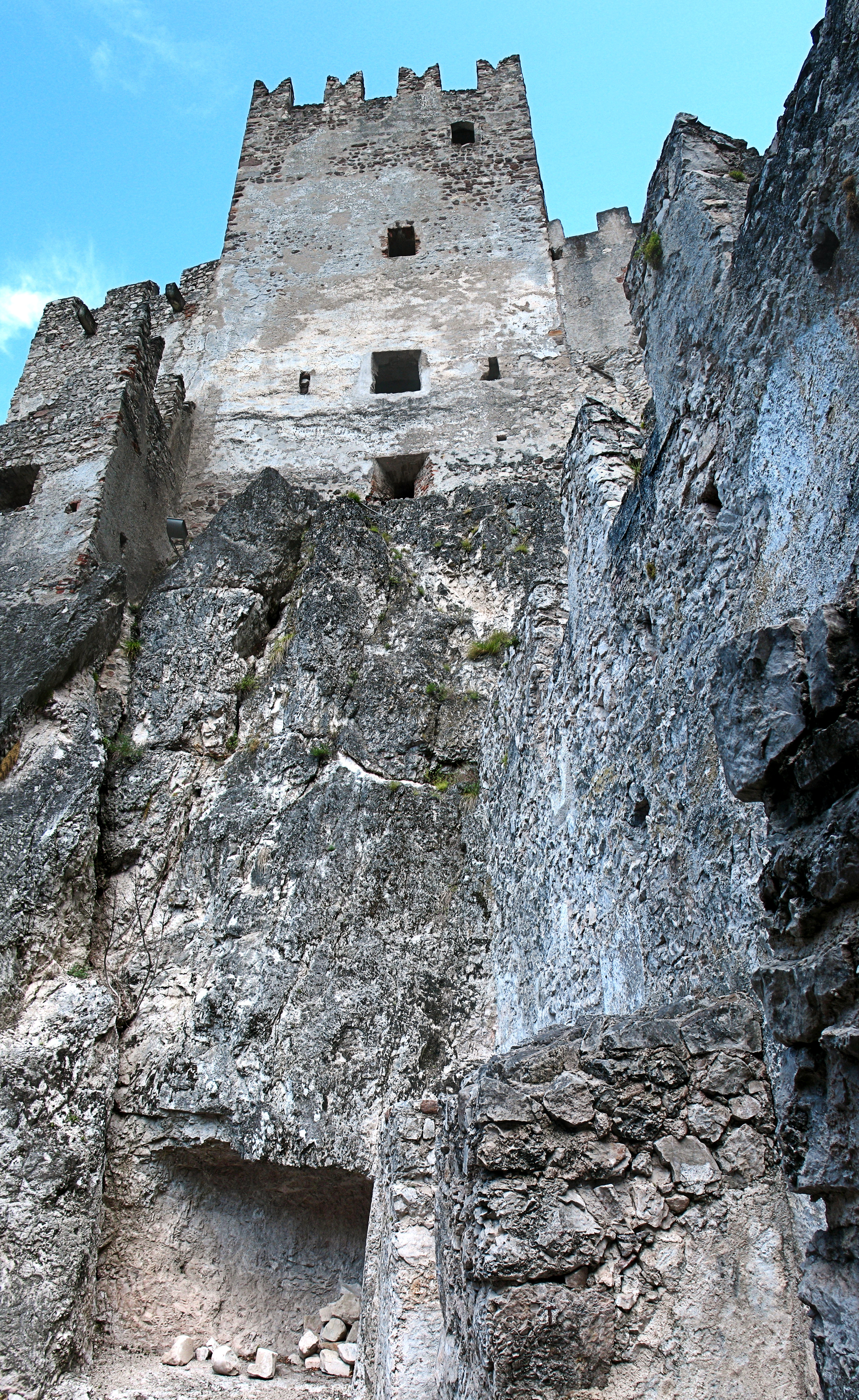
Der Hauptturm ist aus Porphyr errichtet

Die Burganlage sieht beeindruckend aus, ist heute jedoch eine unbewohnte Ruine. Bemerkenswerterweise ist der Bergfried aber nicht aus Kalksteinen errichtet. Das Baumaterial (Porphyrstein) musste eigens herangeschafft und in die große Höhe befördert werden.
Die ursprüngliche Anlage bestand wohl nur aus diesem Bergfried, einem Palas und einer Umfassungsmauer. Im 14. Jahrhundert kam, ebenfalls auf dem Felszahn gelegen, eine Vorburg hinzu.
In der frühen Neuzeit wurden ausgedehnte Bastionen und Sperranlagen hinzugefügt, welche die Anlage auch fortifikatorisch hochinteressant machen. Diese Anlagen liegen größtenteils dem Felszahn gegenüber in den Geierwänden und nehmen flächenmäßig einen größeren Raum ein als die Kernburg selbst.

## Geschichte
Bereits 1053 wird ein Castrum Salurnae erwähnt, möglicherweise ist damit aber das Dorf Salurn gemeint. Der Bau der Haderburg auf einem steilen, freistehenden Felsen in den Geierwänden beginnt wohl in der Zeit zwischen 1100 und 1150.
Im Jahr 1158, die Burg war im Besitz der Grafen von Eppan auf Burg Hocheppan, schickte der Papst Hadrian IV. seine beiden vornehmsten Kurienkardinäle mit Ehrengaben für Kaiser Barbarossa nach Deutschland, doch an der Klause wurden sie von den Rittern vom castellum Salurna überfallen und ausgeraubt. Die Kardinäle nahm man gefangen und forderte Lösegeld für sie. Zur Strafe wurde die Burg Hocheppan durch eine Strafexpedition unter Herzog Heinrich dem Löwen zerstört (danach allerdings wieder aufgebaut).
Mit der wichtigsten Nord-Süd-Verbindung zu ihren Füßen, stand die Burg an einem strategisch außerordentlich wichtigen Punkt. Um das Jahr 1200 kam sie in den Besitz der Grafen von Tirol, schon 50 Jahre vor der Einigung des „Landes im Gebirge“, des späteren Tirol, im Jahre 1248. Von hier aus eroberte das Meraner Adelsgeschlecht fast das gesamte Unterland. 1284 schließlich kam die Burg an Meinhard II. von Görz-Tirol. 1349 wurde sie von Ludwig von Brandenburg belagert und gebrochen. Im späten 14. und im 15. Jahrhundert waren Burg und Gericht Salurn im Besitz der Herren Botsch, die hier im Jahr 1397 als Pfleger Bartolome Perger einsetzten. Im Jahr 1514 ordnete der Habsburger Kaiser Maximilian I. den bergseitigen Ausbau der Festung sowie sonstige Erweiterungen an. Erhalten sind Bastionen, Sperrmauern, ein Rondell und andere Bauteile, die gegen Feuerwaffen Bestand hatten.

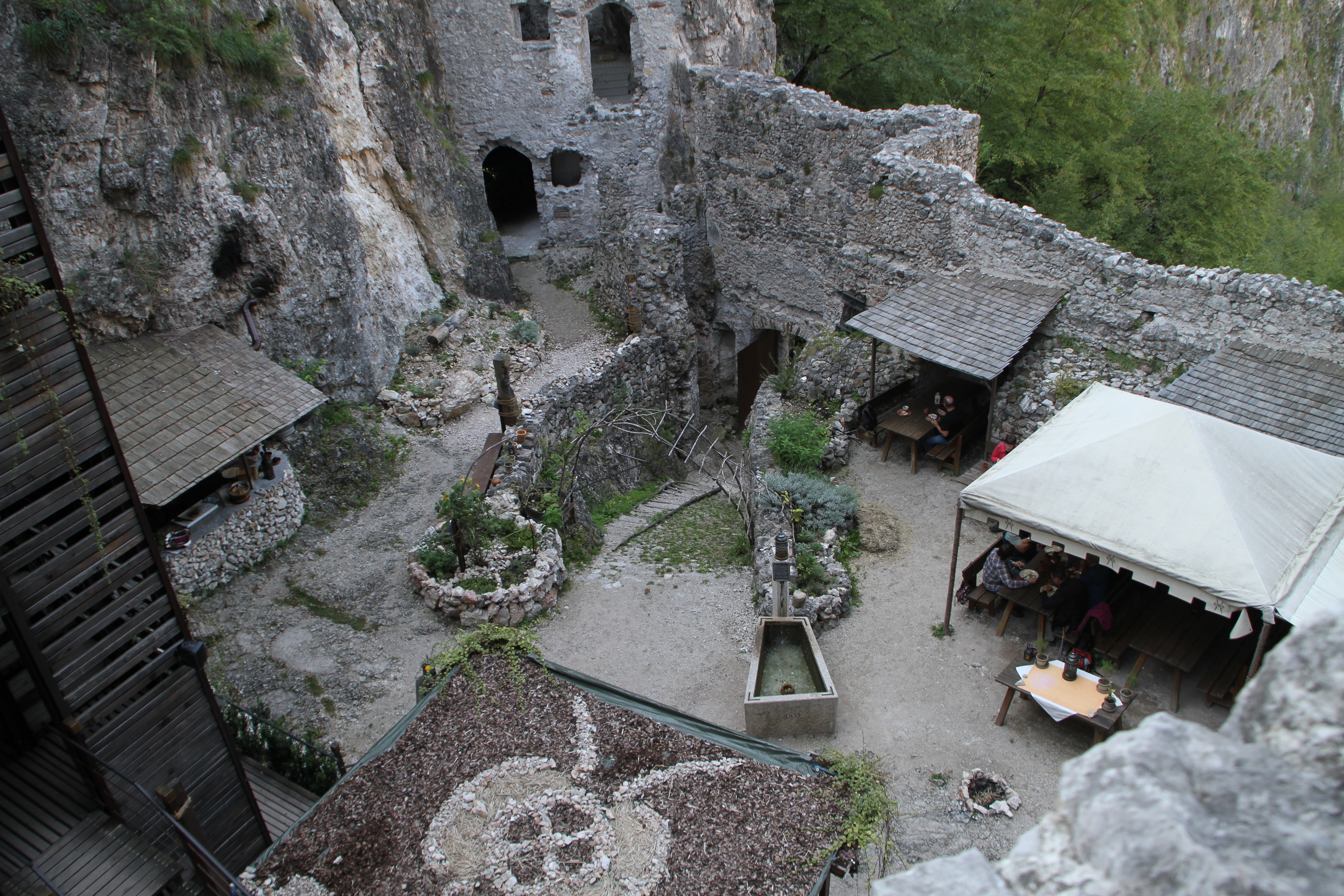
Bewirtschafteter Burghof

1648 ging die Haderburg, zusammen mit Caldiff, Enn und Königsberg als Lehen an die mächtigen venezianischen Patrizier Zenobio (und später die Grafen Albrizzi) über, die auch weitere Burgen in Tirol und im Trentino besaßen und bei denen die Habsburger Landesherren Kredit aufgenommen hatten. Gegen diese Lehnsvergabe an eine einflussreiche Familie des „Erbfeinds“ Republik Venedig gab es großen Protest im Tiroler Adel. Wenige Jahrzehnte danach verlor die Haderburg ihre strategische Bedeutung und wurde nicht mehr bewohnt, worauf ein kontinuierlicher Verfallsprozess einsetzte, der erst zu Beginn des 21. Jahrhunderts gestoppt wurde.
Mit Hilfe der Südtiroler Landesverwaltung und der Stiftung Südtiroler Sparkasse konnte das Bauwerk restauriert und seit 2003 für Besucher zugänglich gemacht werden. Die Burg ist über einen gut ausgebauten, abends beleuchteten, etwa 900 Meter langen, im Endstück steil ansteigenden Forstweg mit der Bezeichnung „Weg der Visionen“ zugänglich. Es sind Treppen, Geländer, Aussichtsplattformen und eine vom Eigentümer bewirtschaftete „Burgschenke“ mit Tischen und Bänken im offenen Burghof errichtet worden. Außerdem finden mehrmals im Jahr kulturelle Veranstaltungen statt.
Seit 2011 wird die Restauration im Burghof und im Rittersaal als Gastronomie bewirtschaftet. Von Mitte März bis November ist die „Haderburgschänke zum 18. Fass“ geöffnet.

## Sage „Der alte Weinkeller bei Salurn“
Die Burg ist auch Schauplatz der Sage Der alte Weinkeller bei Salurn, die in der Sammlung Deutsche Sagen der Brüder Grimm enthalten ist (Erster Band, Sage Nummer 15).
Laut der Sage kam Christoph Patzeber im Jahr 1688 bei den Trümmern der alten Salurner Burg vorbei. Als er die Burg besichtigte, fand er einen unterirdischen Weinkeller mit 18 Fässern vor, in denen köstlicher Wein lagerte. Der Mann bediente sich davon. Als er dann gehen wollte, sah er drei alte Männer, die an einem kleinen Tisch saßen, auf dem eine mit Kreide beschriebene Tafel lag. Sie erlaubten dem Bürger, zu gehen und sich immer vom Wein zu bedienen, was er dann auch ein Jahr lang tat. Einmal besuchten ihn drei Nachbarn und tranken vom Wein. Sie glaubten, er habe den Wein auf unrechtem Wege erhalten, und verklagten ihn. Patzeber erzählte dem Gericht, wie er zum Wein kam, und wurde daraufhin freigesprochen. Als er dann wieder zur Burg ging, um neuen Wein zu holen, fand er den Keller nicht mehr. Er wurde stattdessen von unsichtbarer Hand geschlagen, worauf er halbtot zu Boden fiel. Patzeber sah wieder die drei alten Männer, die ein Kreuz auf die Tafel malten. Er raffte sich auf und schleppte sich in die Stadt zurück, wo er nach zehn Tagen verstarb.